# Peter Warlock
Peter Warlock, pseudonimo di Philip Arnold Heseltine (Londra, 30 ottobre 1894 – Londra, 17 dicembre 1930), è stato un compositore inglese.

## Biografia
Figlio di un agente di cambio che morì quando lui aveva solamente 2 anni, si trasferì ben presto con la madre nel Galles a casa degli zii materni, dove iniziò gli studi musicali che proseguirono a Eton sotto la guida del pianista Colin Taylor. In seguito andò a perfezionarsi nella composizione in Germania, dove, oltre alla musica, iniziò a dedicarsi con particolare  impegno alla lingua tedesca. Ma, dopo un acceso litigio con uno dei suoi insegnanti, se ne ritirò indignato e decise di non mettere mai più piede in alcuna scuola di istruzione musicale. Nel 1913 ritornò in Inghilterra ed intraprese gli studi universitari di lingua e letteratura tedesca a Oxford, dove passò un anno infelice prima di rifiutarsi di proseguire; tali studi gli permisero di approfondire lo studio dei grandi classici della letteratura inglese ed internazionale. Warlock di lì a poco divenne apprezzatissimo negli ambienti giornalistici e radiofonici inglesi. Oltre che compositore, fu giornalista musicale e autore molto originale e collaborò con il compositore e critico musicale Cecil Gray. Grande ammiratore e amico di Frederick Delius (da lui conosciuto negli anni di Eton) ne scrisse la prima voluminosa biografia nel 1923, e fu un importante sostenitore del Delius Festival. Importantissimo per la vita artistica di Warlock fu l'incontro col musicista olandese Bernard van Dieren. Warlock ebbe una vita sicuramente molto movimentata, data anche la sua personalità forte e irrequieta che si rispecchia nella sua musica particolarmente ricca di suggestioni e di contrasti cromatici. Fu l'arco temporale compreso tra gli anni 1925 e 1929, quello in cui Warlock e il suo collega Ernest Moeran condussero una vita al limite della legalità, il periodo più fruttuoso per il compositore inglese. Philip Heseltine morì a trentasei anni, avvelenato dal gas, in una sorta di incidente domestico, anche se la tesi più accreditata ipotizza il suicidio.

## La sua musica
La filosofia compositivo-musicale di Peter Warlock è riassunta benissimo in questa dichiarazione che il compositore rilasciò nel 1926 "la musica non è né moderna né antica: c'è tuttavia della buona o della cattiva musica, ma la data nella quale fu scritta non ha nessun significato. Le date ed i periodi storici hanno senso solo per gli studenti di storia della musica...tutta la musica antica è stata moderna al tempo in cui fu scritta...Tutta la buona musica, di qualsiasi periodo, è senza tempo. È oggi viva e significante come lo fu al tempo nella quale fu scritta..." . La maggior parte della sua produzione Warlock la rivolse alla musica vocale solistica e corale, l'influenza della musica popolare soprattutto celtica e gallese è fortemente deducibile in moltissimi suoi lavori come evidenti sono i riferimenti allo stile compositivo di Béla Bartók, autore che studiò con particolare interesse. Fu trascrittore e revisore di musica antica. Particolarmente felice fu sempre la scelta, da parte di Warlock, dei testi, tutti sempre di altissimo valore artistico, molti dei quali tratti da opere di autori medioevali.

## La sua produzione

### Opere strumentali
- 1916 4 Codpieces, per pianoforte.
- 1917 A Chinese Ballet, per pianoforte.
- 1917 An Old Song, per orchestra ad organico ridotto.
- 1917 The Old Codger, per pianoforte.
- 1918 Folk Song Preludes, pianoforte.
- 1921 Serenade, orchestra d'archi.
- 1928 Capriol Suite, per orchestra d'archi.

### Musica corale
- 1916 Choral: The Full Heart (R. Nichols), per soprano e coro SSAATTBB,
- 1918 As Dewe in Aprylle, per coro SSAATBB,
- 1918 Benedicamus Domino, per coro SSAATTBB,
- 1918 Cornish Christmas Carol (H. Jenner), per coro SSAATTBB,
- 1918 Kanow Kernow (H. Jenner), per coro SSAATB,
- 1919 Corpus Christi, per contralto, tenore e coro SSAATBB,
- 1923 3 Carols: Tyrley Tyrlow, per coro SATB, e orchestra, Balulalow, per soprano, coro SATB, e orchestra d'archi, The Sycamore Tree, per coro SATB, e orchestra,
- 1925 One More River, per baritono, coro maschile TTBB, e pianoforte,
- 1925 The Lady's Birthday, per baritono coro ATTB, e pianoforte,
- 1925 The Spring of the Year (A. Cunningham), per coro SATB,
- 1925 3 Dirges of Webster: All the flowers of spring, per coro SSAATTBB, Call for the Robin Redbreast, per coro femminile SSAA, The Shrouding of the Duchess of Malfi, per coro maschile TTBB,
- 1927 Bethlehem Down (B. Blunt), per coro SATB,
- 1927 I saw a fair maiden, per coro SATTB,
- 1927 What Cheer? Good Cheer! per coro SATTB,
- 1927 Where Riches is Everlastingly, per coro e organo.
- 1927 The Rich Cavalcade (F. Kendon), per coro SATB,
- 1928 The First Mercy (B. Blunt), per coro femminile SSA e pianoforte.
- 1928 The bayley berith the bell away, coro a 2 voci pari e pianoforte.
- 1929 The Five Lesser Joys of Mary (D. L. Kelleher), coro all'unisono e pianoforte,
- 1930 Carillon Carilla (H. Belloc), coro SATB, e organo.

### Musica vocale da camera
- 1919 My lady is a pretty one, per voce e quartetto d'archi.
- 1920 The Curlew (W.B. Yeats), per tenore, flauto, corno inglese e quartetto d'archi,
- 1925 Pretty Ring Time (W. Shakespeare) per voce sola.
- 1927 Corpus Christi, per soprano, baritono e quartetto d'archi.
- 1927 Sorrow's Lullaby (T. L. Beddoes), per soprano, baritono e quartetto d'archi.
- 1927 My little sweet darling, per voce e quartetto d'archi.
- 1930 The Fairest May, per voce e quartetto d'archi.

### Canzoni per commedie musicali
- 1911 The Wind from the West (E. Young),
- 1911 A Lake and a Fairy Boat (T. Hood),
- 1911 Music, when soft voices die (P. B. Shelley),
- 1915 The Everlasting Voices (W. B. Yeats),
- 1916 The Cloths of Heaven (W. B. Yeats),
- 1916 Saudades: Along the Stream (Li Po), Take, o take those lips away (W. Shakespeare), Heraclitus (Callimachus),
- 1917 The Water Lily (R. Nichols),
- 1917 I asked a thief to steal me a peach (W. Blake),
- 1918 Bright is the ring of words (R. L. Stevenson),
- 1918 To the Memory of a Great Singer (R. L. Stevenson),
- 1918 Take, o take those lips away (W. Shakespeare),
- 1918 As ever I saw,
- 1918 My gostly fader (C. duc d'Orléans),
- 1918 The bayley berith the bell away,
- 1918 Whenas the rye (G. Peele),
- 1918 Dedication (P. Sydney),
- 1919 Love for Love,
- 1919 My sweet little darling,
- 1919 Sweet Content (T. Dekker),
- 1919 Balulalow,
- 1919 Mourne no Moe (J. Fletcher),
- 1919 Romance (R. L. Stevenson),
- 1919 There is a Lady,
- 1920 Play Acting,
- 1921 Captain Stratton's Fancy (J. Masefield),
- 1921 Mr Belloc's Fancy (J. C. Squire),
- 1922 Late Summer (E. B. Shanks),
- 1922 Good Ale,
- 1922 Hey troly loly lo,
- 1922 The Bachelor,
- 1922 Piggesnie,
- 1922 Little Trotty Wagtail (J. Clare),
- 1922 The Singer (E. B. Shanks),
- 1922 Adam lay ybounden,
- 1922 Rest sweet nymphs,
- 1922 Sleep (J. Fletcher),
- 1922 Tyrley Tyrlow,
- 1922 Lillygay: The Distracted Maid, Johnny wi' the Tye, The Shoemaker, Burd Ellen and Young Tamlane, Rantum Tantum (V. B. Neuburg),
- 1922 Peterisms, set I: Chopcherry (G. Peele), A Sad Song (J. Fletcher), Rutterkin (J. Skelton),
- 1923 Peterisms, set II: Roister Doister (N. Udall), Spring (T. Nashe), Lusty Juventus (R. Wever),
- 1922 In an arbour green,
- 1922 Autumn Twilight (A. Symons),
- 1923 Milkmaids (J. Smith),
- 1923 Candlelight (12 nursery rhymes),
- 1923 Jenny Gray,
- 1923 2 Short Songs (R. Herrick): I held love's head,  Thou gav'st me leave to kiss,
- 1923 Consider (F. Madox Ford),
- 1924 Twelve Oxen,
- 1924 The Toper's Song,
- 1924 Sweet and Twenty (W. Shakespeare),
- 1924 Peter Warlock's Fancy,
- 1924 Yarmouth Fair (H. Collins),
- 1924 I have a garden (T. Moore),
- 1925 Chanson du jour de Noël (C. Marot),
- 1925 Pretty Ring Time (W. Shakespeare),
- 1925 Songs (A. Symons): A Prayer to St Anthony, The Sick Heart,
- 1926 The Countryman (J. Chalkhill),
- 1926 Maltworms (W. Stevenson), in collaborazione con E. J. Moeran,
- 1926 The Birds (H. Belloc),
- 1926 Robin Goodfellow,
- 1926 Jillian of Berry (F. Beaumont and J. Fletcher),
- 1926 Away to Twiver,
- 1926 Fair and True (N. Breton),
- 1927 3 Belloc Songs: Ha'nacker Mill, The Night, My Own Country,
- 1927 The First Mercy (B. Blunt),
- 1927 The Lover's Maze (T. Campion),
- 1927 Cradle Song (J. Phillip),
- 1927 Sigh no more ladies (W. Shakespeare),
- 1927 Walking the Woods,
- 1927 Mockery (W. Shakespeare),
- 1927 The Jolly Shepherd,
- 1927 Queen Anne,
- 1928 Passing by,
- 1928 Seven Songs of Summer: The Passionate Shepherd (C. Marlowe), The Contented Lover (trans J. Mabbe), Youth (R. Wever), The Sweet o' the Year(W.Shakespeare), Tom Tyler, Eloré Lo, The Droll Lover,
- 1928 And wilt thou leave me thus? (T. Wyatt),
- 1928 The Cricketers of Hambledon (Blunt)
- 1928 Fill the Cup, Philip,
- 1928 The Frostbound Wood (B. Blunt),
- 1930 After Two Years (R. Aldington),
- 1930 The Fox (B. Blunt),
- 1930 Bethlehem Down (B. Blunt).